# IC 401
IC 401 ist eine Balkenspiralgalaxie mit aktivem Galaxienkern vom Hubble-Typ SBb im Sternbild Eridanus am Südsternhimmel. Sie ist schätzungsweise 145 Millionen Lichtjahre von der Milchstraße entfernt und hat einen Durchmesser von etwa 75.000 Lichtjahren. Die Galaxie gilt als Mitglied der NGC 1752-Gruppe (LGG 126).
Im selben Himmelsareal befindet sich u. a. die Galaxie NGC 1779.
Das Objekt wurde am 30. Januar 1786 vom deutsch-britischen Astronomen Wilhelm Herschel entdeckt.